# John H. Murphy III
 (mai 2022).
Pour les articles homonymes, voir John Murphy.
John Henry Murphy III (2 mars 1916 - 16 octobre 2010) est un éditeur américain. Il fut dirigeant de journal, à la tête de l'entreprise familiale du journal Afro-American basé à Baltimore, Maryland. À son apogée, il comptait neuf éditions nationales, publiées dans 13 grandes villes. Petit-fils du fondateur du journal, l'ancien esclave et vétéran de la guerre de Sécession John H. Murphy Sr. Après avoir travaillé à partir de 1937 comme directeur de l'édition de Washington, D.C., et dans d'autres postes, Murphy a succédé à son oncle Carl J. Murphy en 1967 comme président des journaux afro-américains, et en 1974 comme président du conseil d'administration et éditeur.

## Vie et carrière
John Henry Murphy III est né le 2 mars 1916 de Daniel H. Murphy et Sara Murphy Neely à Baltimore, dans le Maryland. Il a été nommé en l'honneur de son père et de son grand-père, ce dernier ayant fondé le Baltimore Afro-American à la fin du XIXe siècle. Après la séparation de ses parents, John déménage avec sa mère à Philadelphie, où il est diplômé de la Overbrook High School. Il a obtenu sa licence en administration des affaires à l'université de Temple en 1937.
Après avoir obtenu son diplôme, Murphy rejoint l'entreprise de presse familiale. Il est affecté au poste de chef de bureau au Washington Afro-American, basé dans la capitale.
Murphy a occupé divers postes pour apprendre l'entreprise de presse familiale, que son oncle Carl J. Murphy a étendue à 13 grandes villes à son apogée pendant ses 45 années de direction. En 1967, Murphy III a été nommé président des journaux Afro-American, succédant à son oncle. L'une de ses innovations fut un supplément hebdomadaire, le magazine Dawn, qui attirait la publicité et traitait de questions intéressant les lecteurs de la classe moyenne. L'entreprise publie toujours une édition nationale et des versions locales dans plusieurs villes de la côte Est et du Sud.
En 1974, Murphy devient président du conseil d'administration et éditeur. Au cours de ces années, l'entreprise a dû faire face à la concurrence croissante de la télévision, et plus tard d'Internet, pour obtenir des fonds publicitaires. Elle a réduit le nombre d'éditions qu'elle publie. En 1986, Murphy a pris sa retraite en tant que président du conseil d'administration de l'entreprise de presse.
Murphy était également photographe, prenant des photos de famille, ainsi que des photos pour le Baltimore Times. Il a conservé des liens à Washington, D.C. après y avoir travaillé pendant des années. Il a été membre de l'église épiscopale St. James à West Baltimore, dans le Maryland, pendant environ 60 ans.
Murphy est décédé à l'âge de 94 ans le 16 octobre 2010. Il laisse derrière lui sa femme Camay Calloway Murphy et deux enfants, Sharon V. Moore et Daniel H. Murphy.

## Vie personnelle
En 1940, il a épousé Alice Quivers, et ils ont eu deux enfants, Daniel et Sharon.
Murphy a épousé l'éducatrice Camay Calloway Brooks en 1980, un an après le décès de sa première femme. Elle est la fille de Cab Calloway, le célèbre musicien de jazz élevé à Baltimore, qui était associé à l'un des orchestres maison du Cotton Club de Harlem, à New York. Elle a également été l'un des premiers Afro-Américains à enseigner dans des écoles blanches en Virginie.